# Samyaza

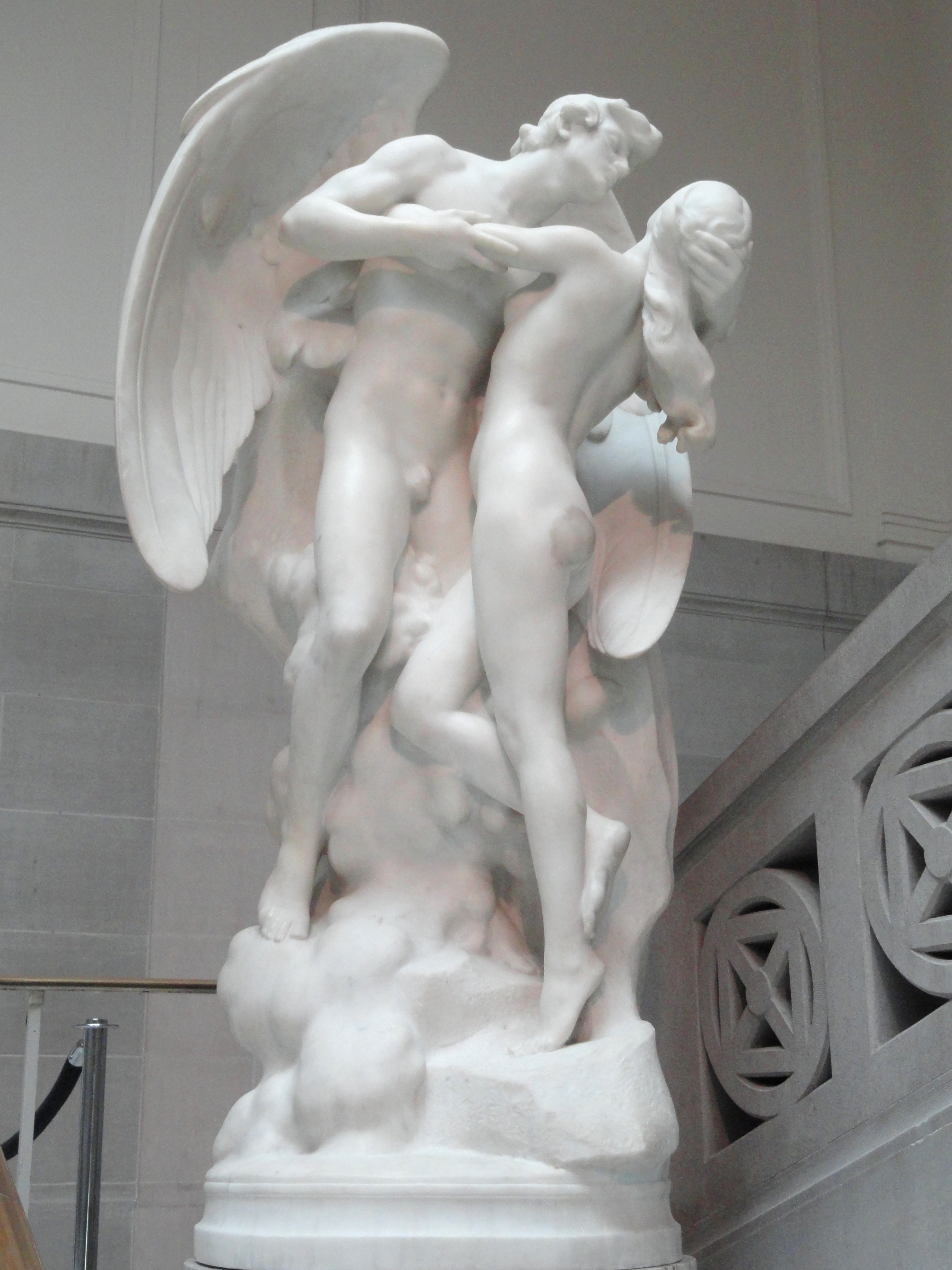

Samyaza (Araméen: שמיחזה, grec ancien: Σεμιαζά) aussi connu sous les noms Semihazah, Shemêhaza, Shemyazaz, Sêmîazâz, Semjâzâ, Samjâzâ, Shemyaza, Shemhazai, Sémaziôs, Uzza et Amez[y]arak (« rébellion infâme »), est un Veilleur (ἐγρήγοροι en grec ancien), une forme particulière d'ange déchu de la littérature apocryphe juive et chrétienne. Dans le livre d'Hénoch, daté au moins du IIIe siècle av. J.-C., Samyaza est décrit comme l'ange à la tête des Veilleurs et l'instigateur de leur descente  sur terre. Parmi les hommes, ces Veilleurs leur enseignèrent  des sciences interdites (metallurgie, astrologie, médecine, artifices de séduction) et eurent des relations sexuelles avec des femmes humaines. Ces femmes donnèrent ensuite naissance aux Nephilim. Samyaza et ceux qui l'ont suivi furent par la suite chassés par Dieu, qui décida de dépeupler la Terre des Nephilim en lançant un Déluge. D'après certaines légendes, Samyaza connaitrait le nom de Dieu et passa un marché avec une femme humaine pour le lui révéler.

## Autres anges déchus
Le Livre d'Hénoch énumère une partie des 199 anges déchus commandés par Samyaza :
- Urakabarameel ;
- Akibeel ;
- Tamiel ;
- Ramuel ;
- Danel ;
- Azkeel ;
- Sarakuyal ;
- Azael ;
- Armers ;
- Batraal ;
- Anane ;
- Zavebe ;
- Samsaveel ;
- Ertael ;
- Turel ;
- Jomiael ;
- Arazial.